# Badminton bei den African Beach Games 2023
Badminton bei den African Beach Games 2023 wurde vom 27. bis zum 30. Juni 2023 in Hammamet gespielt.

## Medaillengewinner
| Disziplin     | Gold                                                                 | Silber                                                                                | Bronze                                                                                  |
| ------------- | -------------------------------------------------------------------- | ------------------------------------------------------------------------------------- | --------------------------------------------------------------------------------------- |
| Triple Herren | Südafrika Cameron Coetzer Reneshan Naidoo Miguel Vigario             | Nigeria Simeon Akinsola Habeeb Bello Kayode Oyeniran                                  | Mauritius Tameesh Bhoyroo Vashisht Jagurnath Shaheer Ramrakha                           |
| Triple Herren | Südafrika Cameron Coetzer Reneshan Naidoo Miguel Vigario             | Nigeria Simeon Akinsola Habeeb Bello Kayode Oyeniran                                  | Sambia Timothy Kafunda Chongo Mulenga Edward Mwanza                                     |
| Triple Damen  | Südafrika Jabu Gininda Cayleen Miller Diane Olivier                  | Benin Pernelle Nirmala Fabossou Flora Kpogbemabo Anna Gladys Akakpo                   | Algerien Kahina Amrouni Fatima Boufenicha Amira Bouhrira                                |
| Triple Damen  | Südafrika Jabu Gininda Cayleen Miller Diane Olivier                  | Benin Pernelle Nirmala Fabossou Flora Kpogbemabo Anna Gladys Akakpo                   | Nigeria Queen Chibuzor Zainab Momoh Damilola Oyedepo                                    |
| Mixed Doppel  | Nigeria Habeeb Bello Damilola Oyedepo                                | Benin Oswald Ash Fano Anna Gladys Akakpo                                              | Südafrika Cameron Coetzer Diane Olivier                                                 |
| Mixed Doppel  | Nigeria Habeeb Bello Damilola Oyedepo                                | Benin Oswald Ash Fano Anna Gladys Akakpo                                              | Südafrika Reneshan Naidoo Jabu Gininda                                                  |
| Mixed Team    | Nigeria Habeeb Bello Queen Chibuzor Damilola Oyedepo Kayode Oyeniran | Südafrika Cameron Coetzer Cayleen Miller Reneshan Naidoo Diane Olivier Miguel Vigario | Algerien Kahina Amrouni Sofiane Aouamer Amira Bouhrira Chouaibe Djebli Kiouar Sifeddine |
| Mixed Team    | Nigeria Habeeb Bello Queen Chibuzor Damilola Oyedepo Kayode Oyeniran | Südafrika Cameron Coetzer Cayleen Miller Reneshan Naidoo Diane Olivier Miguel Vigario | Sambia Edward Mwanza Chongo Mulenga Evelyn Siamupangila Ogar Siamupangila               |